# Cezarina
Cezarina es un municipio brasileño del estado de Goiás. Su población estimada en 2004 era de 8.074 habitantes.

## Economía
El municipio tiene su economía básicamente en la industria (fabricação de cemento) en la cual opera a Cemento Goiás y el comercio.